# CR竜王伝説
CR竜王伝説Z(-りゅうおうでんせつ-)は、1996年に豊丸産業が開発、発売したCR機デジパチ。7/22で確率変動以後2回継続タイプ。継続リミットはなし。

## 特徴
- 絵柄が「一」～「九」、「ド」、「ラ」、「ゴ」、「ン」、「伝」、「説」とすべて漢字や文字になっており、「七」および「ド」～「説」は左右の絵柄が赤、緑半分、中絵柄が赤のみ、緑のみの2種類があり中絵柄が赤時に確率変動というシステム。そのため、これらの絵柄でリーチがかかっても最後まで確率変動が確定しないというゲーム性を持つ。
- リーチ時の進行コマ数やスーパーリーチ発展演出などがある程度パターン化しているため、これらがわかっていればリーチ中は画面から目が離せない状況が存在した。
- 通常大当たりと確率変動大当たりで大当たり中のBGMが異なる。
- 大当たりの期待が高まる連続スベリ演出が存在する。
- リーチ開始時の、白黒に光る昇竜演出（「ドラゴンフラッシュリーチ」）は確率変動大当たり確定。この演出は業界初の大当たり前の確率変動確定プレミアム演出とされている。
- 本機は当初『カンフーレディー』という名前でカンフー使いの女性をモチーフとした主人公の設定で開発がスタートした。しかし紆余曲折あり、結局は大幅な路線変更で完成した。主人公の女性はデモタイトルに名残を留めている。
- 『龍王伝説』の名称でリリース予定だったが、同社社員の一人が字画が良くないと言い出し、『竜王伝説』となった。
- 兄弟機に『ドラゴン伝説』、『CR竜凰伝説』、「CR竜凰伝説2」、「CRドラゴン伝説2」、「CR竜王伝説3」、「CRASUPER電役ドラゴン伝説」がある。

## スペック
- 『CR竜王伝説Z』（1996年）
  - 大当たり確率 低確率1/389 高確率1/55.6
  - 確率変動割合 7/22、以後通常絵柄2回連続当選まで継続。
  - 確率変動絵柄「七」、「ド」、「ラ」、「ゴ」、「ン」、「伝」、「説」で中央出目が赤の場合。通常絵柄はそれ以外。
  - リミッターなし
  - 賞球数 5&15 大当たり16R10C

※ 大当たり確率の値はメーカー発表

## 演出
- 「ドラゴンリーチ」-「ドラゴンファイヤーリーチ」へ発展することもあるリーチアクション。
- 「ドラゴンフラッシュリーチ」-確率変動大当たり確定予告。

## ゲーム機
- オンラインゲームサイト『777town.net』にてプレイが可能である。
- 『Parlor!Mini』（日本テレネット、1996年4月、スーパーファミコン用ゲームソフト）
- 『CR竜王伝説Z ～パチンコ実機攻略シリーズ Vol.8～』（アンバランス、2000年7月、Windows用PCゲームソフト）
- 『爆発的1480シリーズ CR竜王伝説Z』（アンバランス、2002年5月、Windows用PCゲームソフト）